# Winbond

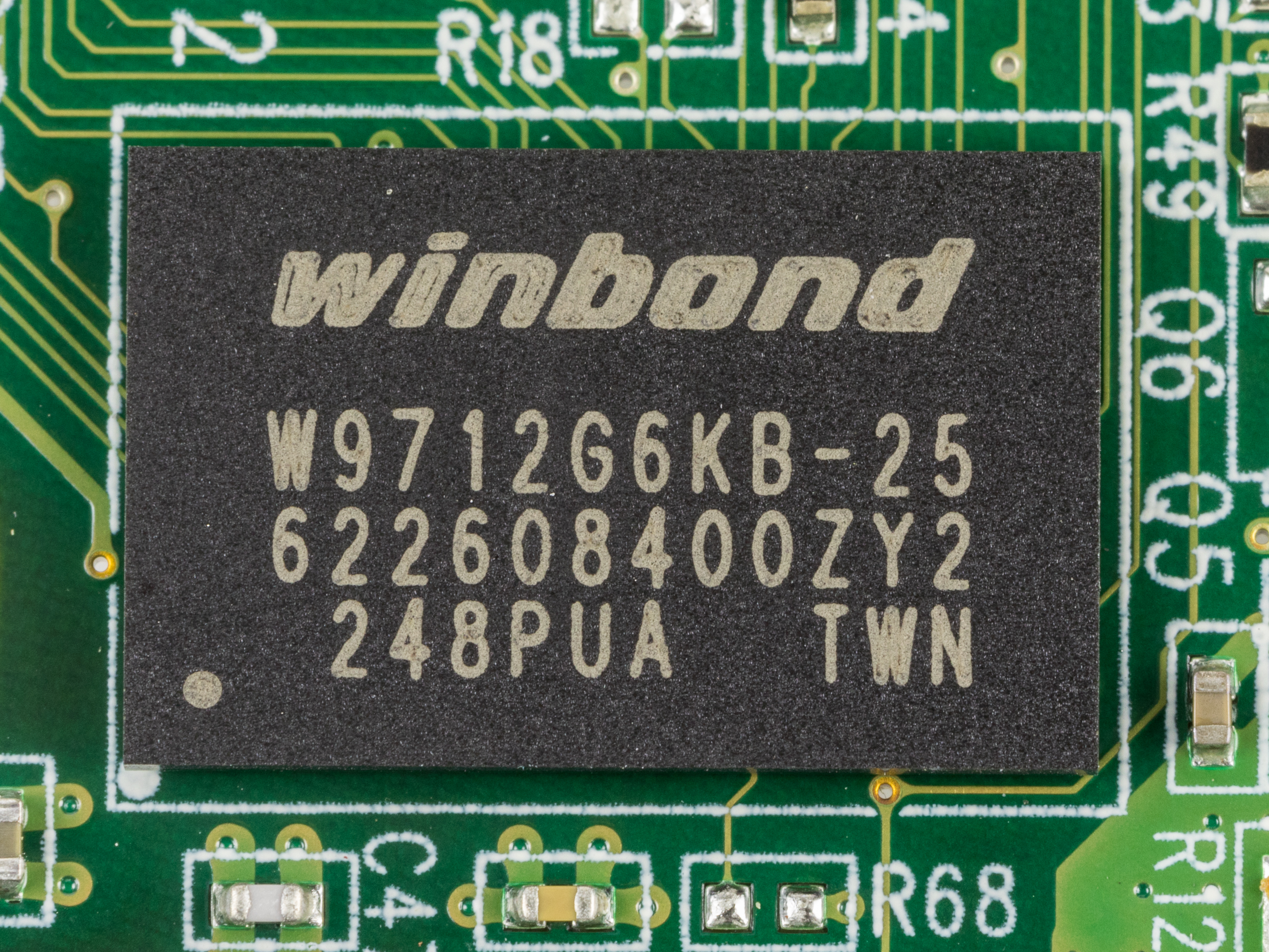
128 Mbit DDR2-SDRAM-Speichermodul

Die Winbond Electronics Corporation ist ein 1987 gegründeter, taiwanischer Halbleiterhersteller. Das Unternehmen produziert hauptsächlich Integrierte Schaltungen, Mikrocontroller, Speicher, Chipsätze für PCs sowie Schnittstellencontroller.
Winbond ist der größte Halbleiterhersteller im taiwanischen Raum, welcher seine Produkte unter eigenem Namen verkauft und nicht ausschließlich als Auftragshersteller tätig ist. Einige Produktlinien aus dem PC-Peripheriebereich werden seit 2008 jedoch von der Tochtergesellschaft Nuvoton Technology vertrieben.